# Rejon szuszeński
Rejon szuszeński (ros. Шу́шенский райо́н, Szuszenskij rajon) – rejon administracyjny i komunalny Kraju Krasnojarskiego w Rosji. Stolicą rejonu jest robotnicze osiedle typu miejskiego Szuszenskoje, którego ludność stanowi 51,7% populacji rejonu. Został on utworzony 5 stycznia 1944 roku.

## Położenie
Rejon ma powierzchnię 10 140 km² i znajduje się w południowej części Kraju Krasnojarskiego, granicząc na północy z rejonem minusińskim, na północnym wschodzie z rejonem karatuzskim na wschodzie i południowym wschodzie z rejonem jermakowskim, na południowym zachodzie z republiką Tuwa, a na zachodzie z Republiką Chakasji.
Znajduje się tu Park Narodowy „Szuszenskij bor” i część Sajańsko-Szuszeńskiego Rezerwatu Biosfery.

## Ludność
W 1989 roku rejon ten liczył 37 628 mieszkańców, w 2002 roku 36 891, w 2010 roku 33 221, a w 2011 zaludnienie wzrosło do 36 038 osób.

## Podział administracyjny
Administracyjnie rejon dzieli się na jedno osiedle typu miejskiego: Szuszenskoje i 7 sielsowietów.